# Carsten Wolters
Carsten Wolters (ur. 25 lipca 1969 w Gelsenkirchen) – niemiecki piłkarz. Występował na pozycji obrońcy lub pomocnika.

## Kariera
Wolters profesjonalną karierę rozpoczynał w SG Wattenscheid 09, grającym w ekstraklasie. W barwach bochumskiej drużyny zadebiutował 6 marca 1993 w wygranym przez jego zespół 1-0 ligowym pojedynku z 1. FC Kaiserslautern. Natomiast pierwszego gola w zawodowej karierze strzelił 10 kwietnia 1993 w zremisowanym 1-1 meczu z Hamburgerem SV, rozegranym w ramach rozgrywek Bundesligi. W ciągu całego sezonu 1992/93 rozegrał piętnaście spotkań i zdobył dwie bramki. Od początku następnego sezonu był już podstawowym zawodnikiem składu ekipy z Bochum. Jednak na jego koniec zajął z klubem przedostatnie, siedemnaste miejsce w lidze i został z nim zdegradowany do drugiej ligi. Postanowił jednak pozostać w zespole. Grał w nim jeszcze rok, a później odszedł z klubu.
Został zawodnikiem pierwszoligowej Borussii Dortmund. Pierwszy występ zanotował tam 29 sierpnia 1995 w ligowym pojedynku z Hansą Rostock, przegranym przez jego zespół 2-3. Na koniec debiutanckiego sezonu wywalczył z Borussią mistrzostwo Niemiec. W następnej edycji rozgrywek Bundesligi, po rozegraniu jednego meczu w dortmundzkiej drużynie, został sprzedany do innego pierwszoligowca – MSV Duisburga.
Zadebiutował tam 28 września 1996 w spotkaniu z Hamburgerem SV, rozegranym w ramach pierwszoligowych rozgrywek. W 1998 roku dotarł z MSV do finału Pucharu Niemiec, gdzie ulegli 1-2 Bayernowi Monachium. W sezonie 1998/99 występował z klubem w Pucharze UEFA, który zakończyli na pierwszej rundzie, po porażce w dwumeczu z KRC Genk. W 2000 roku spadł z Zebrami do drugiej ligi. Do ekstraklasy powrócili w 2005, ale rok później ponownie zostali zdegradowani do 2. Bundesligi. W 2007 roku Wolters zakończył karierę.